# Bahnstrecke Pressig-Rothenkirchen–Tettau
| Streckennummer: | 5014                 |                                                |                               |
| Kursbuchstrecke: | 414y (1944, 1946)    |                                                |                               |
| Streckenlänge: | 16,85 km             |                                                |                               |
| Spurweite: | 1435 mm (Normalspur) |                                                |                               |
| Maximale Neigung: | 23 ‰                 |                                                |                               |
| Minimaler Radius: | 200 m                |                                                |                               |
| |                      |                                                |                               |
| \| \| \| von Probstzella \| \| \| \| 0,00 \| Pressig-Rothenkirchen (bis 1939 Rothenkirchen) \| 377 m ü. NN \| \| \| \| nach Hochstadt-Marktzeuln \| \| \| \| 1,38 \| Welitsch (1922 aufgelassen) \| 386 m \| \| \| \| Landesgrenze Bayern/Thüringen \| \| \| \| 2,95 \| Heinersdorf \| 415 m \| \| \| 8,39 \| Räppoldsburg \| 479 m \| \| \| \| Landesgrenze Thüringen/Bayern \| \| \| \| 9,48 \| Schauberg \| 499 m \| \| \| 13,98 \| Sattelgrund \| 564 m \| \| \| 15,75 \| Alexanderhütte \| 601 m \| \| \| 16,85 \| Tettau \| 620 m \| |                      |                                                |                               |
| Strecke |                      | von Probstzella                                | von Probstzella               |
| Bahnhof | 0,00                 | Pressig-Rothenkirchen (bis 1939 Rothenkirchen) | 377 m ü. NN                   |
| Abzweig ehemals geradeaus und nach links |                      | nach Hochstadt-Marktzeuln                      | nach Hochstadt-Marktzeuln     |
| Haltepunkt / Haltestelle (Strecke außer Betrieb) | 1,38                 | Welitsch (1922 aufgelassen)                    | 386 m                         |
| Grenze (Strecke außer Betrieb) |                      | Landesgrenze Bayern/Thüringen                  | Landesgrenze Bayern/Thüringen |
| Bahnhof (Strecke außer Betrieb) | 2,95                 | Heinersdorf                                    | 415 m                         |
| Haltepunkt / Haltestelle (Strecke außer Betrieb) | 8,39                 | Räppoldsburg                                   | 479 m                         |
| Grenze (Strecke außer Betrieb) |                      | Landesgrenze Thüringen/Bayern                  | Landesgrenze Thüringen/Bayern |
| Haltepunkt / Haltestelle (Strecke außer Betrieb) | 9,48                 | Schauberg                                      | 499 m                         |
| Haltepunkt / Haltestelle (Strecke außer Betrieb) | 13,98                | Sattelgrund                                    | 564 m                         |
| Bahnhof (Strecke außer Betrieb) | 15,75                | Alexanderhütte                                 | 601 m                         |
| Kopfbahnhof Streckenende (Strecke außer Betrieb) | 16,85                | Tettau                                         | 620 m                         |

Die Bahnstrecke Pressig-Rothenkirchen–Tettau war eine Nebenbahn in Bayern. Sie zweigte in Pressig-Rothenkirchen von der Frankenwaldbahn ab und führte nach Tettau im Frankenwald. Die Strecke querte auf mehreren kurzen Abschnitten thüringisches Gebiet, was 1952 infolge der Errichtung der innerdeutschen Grenze zur Betriebseinstellung führte. Die Versorgung der Industrie in Tettau und Alexanderhütte wurde aus wirtschaftspolitischen Gründen mit Straßenrollern aufrechterhalten. Die formale Stilllegung der Strecke erfolgte 1993.

## Geschichte

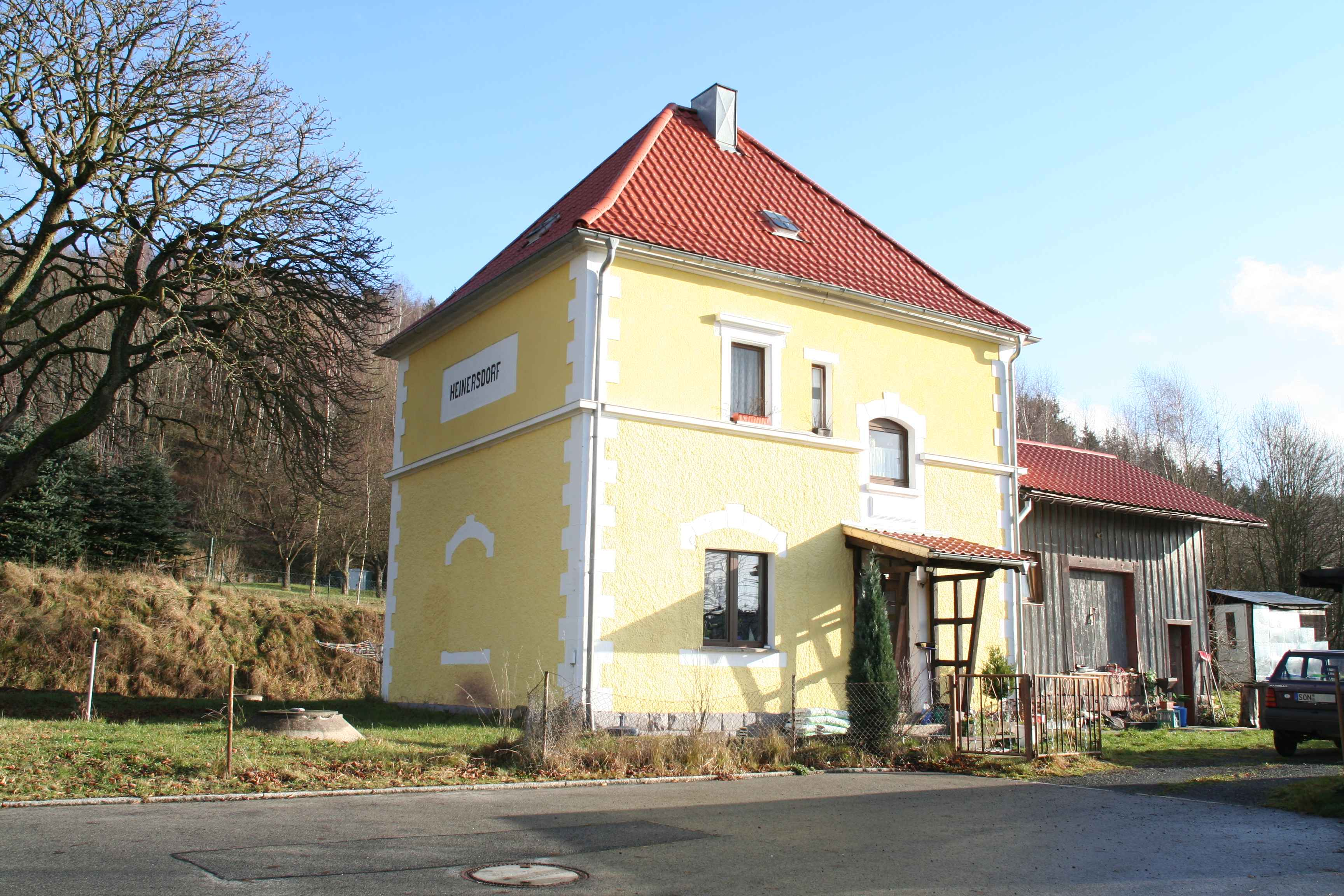
Bahnhof Heinersdorf

Nach Fertigstellung der Frankenwaldbahn im Jahr 1885 wurde 1890 das erste Gesuch um den Bau einer Stichbahn nach Tettau an die Regierung in München gerichtet. Insbesondere die im sogenannten „Tettauer Winkel“ (auch „Tettaugrund“ genannt) ansässige Glas- und Porzellanindustrie war an einem Bahnanschluss interessiert. Die Generaldirektion der Verkehrsanstalten in München sprach sich 1898 für eine Trasse entlang des Flusses Tettau aus. Dafür war allerdings ein Staatsvertrag zwischen dem Königreich Bayern und dem Herzogtum Sachsen-Meiningen notwendig, da die Strecke auf einer Länge von 8,1 Kilometern auf dem Gebiet von Sachsen-Meiningen lag, wobei sie vierzehnmal die Landesgrenze kreuzte. Am 10. März 1900 erteilte der Bayerische Landtag die Genehmigung für die Planung und den Bau der Lokalbahn, am 9. Juli 1901 wurde der Staatsvertrag der der beiden Staaten geschlossen. Der größte Teil der Finanzierung (1,2 Millionen Mark), der Bau und der Betrieb der Nebenbahn erfolgte durch Bayern. Baubeginn war im März 1902 und am 23. Juni 1903 wurde die Strecke eingeweiht.
Bis 1939 verkehrten täglich drei Personenzugpaare, danach waren es vier. Im Güterverkehr entwickelte sich die Strecke als wichtige Verbindung der lokalen Industrie für die Zufuhr von Rohstoffen (ungefähr 15 bis 20 Wagenladungen täglich) und den Transport der Fertigwaren (ungefähr 10 bis 12 Wagenladungen täglich).
Im Frühjahr 1945 wurde der Zugverkehr infolge der Sprengung einer Tettaubrücke unterbrochen. Da nach der Besetzung Thüringens durch sowjetische Truppen am 3. Juli 1945 die innerdeutsche Grenze, entsprechend den alten Landesgrenzen, die Strecke mehrfach querte, blieben die Zugverbindungen eingestellt. Dies führte zu einer starken Behinderung der Produktion in den Industriebetrieben im Tettauer Winkel. Die Gegend galt als eines der industriereichsten Gebiete des Frankenwaldes. Erst am 16. Oktober 1946 konnte nach der Reparatur der Tettaubrücke der Güterverkehr wieder aufgenommen werden. Es verkehrten drei Güterzüge wöchentlich. Ein Personentransitverkehr war ab 14. April 1947 mit zwei werktäglichen Zugpaaren möglich. Die Fahrgäste in den sogenannten Korridorzügen mussten während der Fahrt durch die SBZ Türen und Fenster geschlossen halten. In Heinersdorf führten sowjetische Soldaten Fahrgastkontrollen durch. 

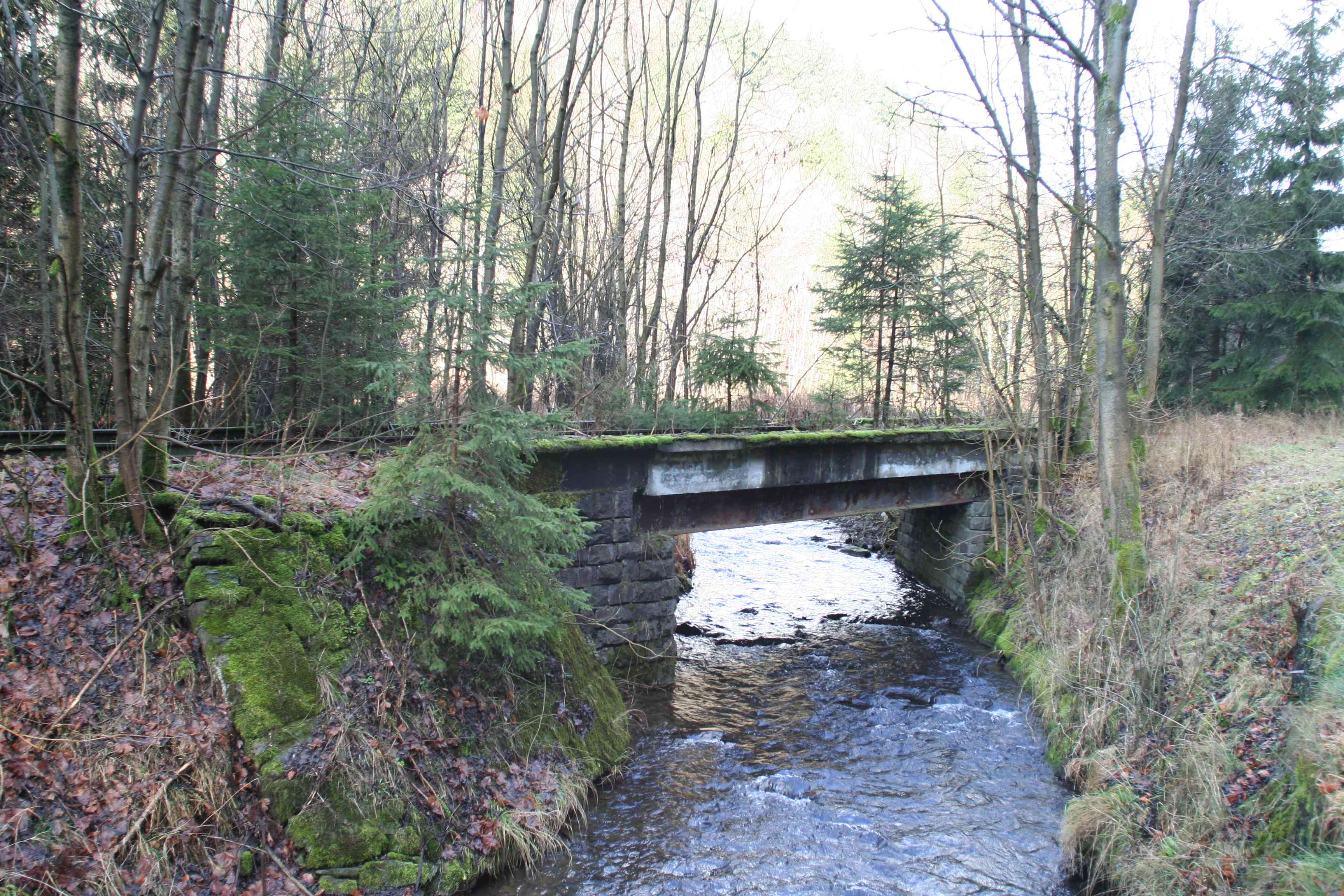
Brücke über die Tettau bei Schauberg

Im Frühjahr 1952 verlegte die Deutsche Bundesbahn auf der Strecke neue Schwellen und Gleise, am 28. Mai 1952 endete der Zugverkehr nach einer Streckensperrung seitens der DDR. Im Oktober wurden die Gleise auf ihrem Gebiet abgebaut.
Zur Versorgung der Industrie im Tettauer Winkel mit 2500 Beschäftigten nahm die Deutsche Bundesbahn am 1. Juni 1952 einen Straßenroller-Verkehr auf. Über die 1951 neu gebaute Straße von Steinbach am Wald nach Alexanderhütte erfolgte so die Zustellung der Güterwagen. Dort wurden die Waggons auf die Schiene gestellt und mit einer Kleinlokomotive in die Anschlussgleise nach Tettau und Alexanderhütte geschoben. Pläne für einen teilweisen Streckenneubau zur Umfahrung des DDR-Gebietes wurden Anfang der 1950er Jahre erstellt, jedoch nicht realisiert. Grund waren die hohen Baukosten und der nach einigen Jahren sich gut bewährende Straßenrollerbetrieb. Jährlich wurden bis 1989 ungefähr 3400 Fahrten durchgeführt. Der Inselbetrieb zwischen Tettau und Alexanderhütte wurde Ende 1983 eingestellt, die Kleinlokomotive rangierte Waggons in Alexanderhütte noch bis Ende 1992. Im Jahr 1987 übernahm eine private Spedition den Straßenrollerbetrieb, der am 31. Mai 1996 endete. Der Freistaat Bayern förderte den Bahnbetrieb bis 1992 durch Erstattung der Frachtmehrkosten.
Nach der vorübergehenden Betriebseinstellung der Bahnstrecke Pressig-Rothenkirchen–Tettau folgte die offizielle Stilllegung zum 13. Dezember 1993.